# Liste der Biografien/Rea
Liste der Biografien |
Portal Biografien |
Personensuche
# |
A |
B |
C |
D |
E |
F |
G |
H |
I |
J |
K |
L |
M |
N |
O |
P |
Q |
R |
S |
T |
U |
V |
W |
X |
Y |
Z |
?
 
Ra |
Rb |
Rd |
Re |
Rh |
Ri |
Rj |
Rk |
Rl |
Rm |
Rn |
Ro |
Rr |
Rs |
Rt |
Ru |
Rv |
Rw |
Rx |
Ry |
Rz
 
Rea |
Reb |
Rec |
Red |
Ree |
Ref |
Reg |
Reh |
Rei |
Rej |
Rek |
Rel |
Rem |
Ren |
Reo |
Rep |
Req |
Rer |
Res |
Ret |
Reu |
Rev |
Rew |
Rex |
Rey |
Rez
Die Liste der Biografien führt alle Personen auf, die in der deutschsprachigen Wikipedia einen Artikel haben. Dieses ist eine Teilliste mit 194 Einträgen von Personen, deren Namen mit den Buchstaben „Rea“ beginnt.

## Rea
- Rea, Antonio, mexikanischer Fußballspieler
- Rea, Chris (* 1951), britischer Sänger, Musiker, Komponist und Gitarrist italienisch-irischer AbstammungChris Rea (* 1951)

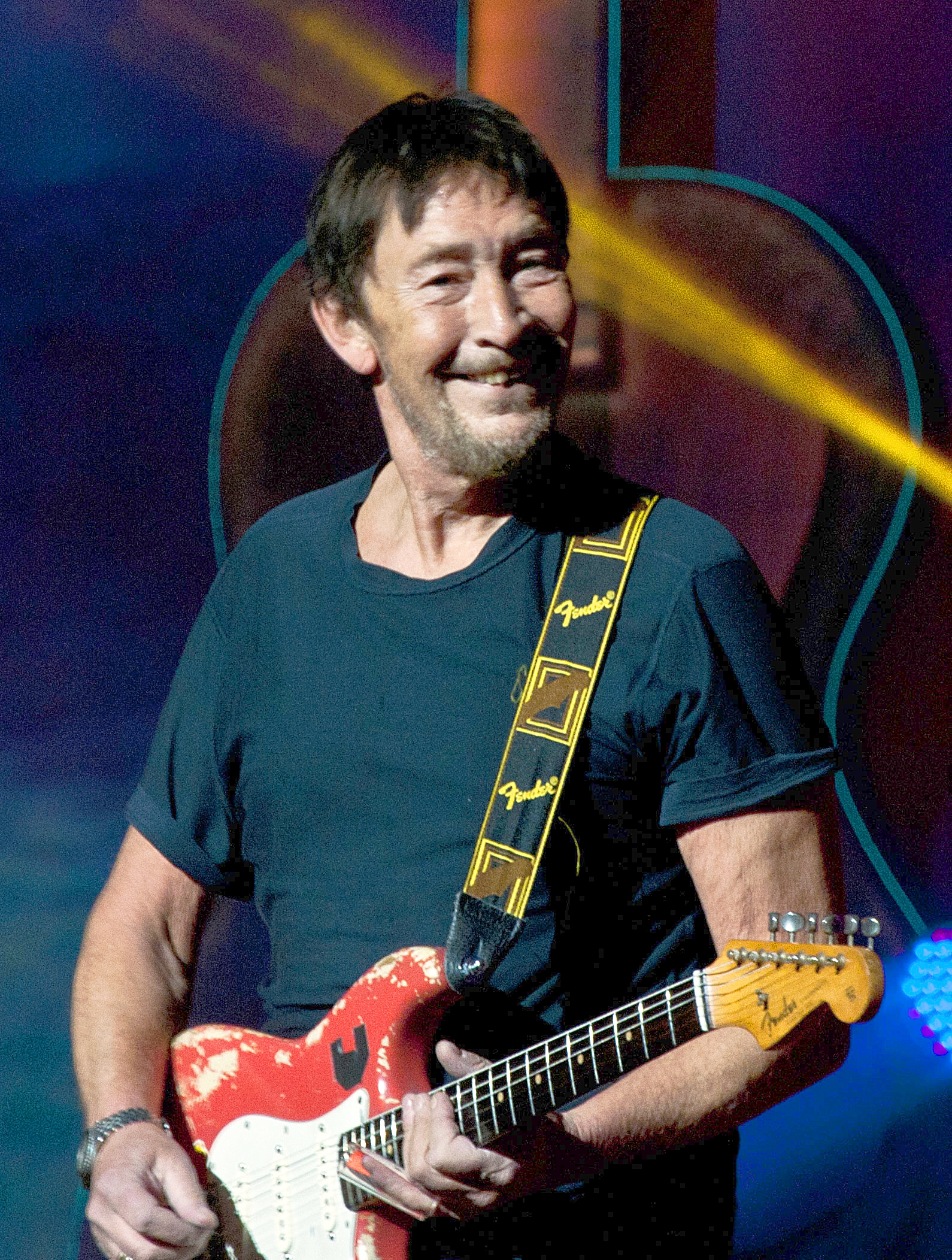
Chris Rea (* 1951)

- Rea, Danilo (* 1957), italienischer Jazz-Pianist
- Rea, David (1831–1901), US-amerikanischer Politiker
- Rea, Ildefonso (1896–1971), italienischer Abt
- Rea, Jackie (1921–2013), nordirischer Snookerspieler
- Rea, John (1755–1829), US-amerikanischer Politiker
- Rea, John (* 1944), kanadischer Komponist
- Rea, John (* 1951), schottischer Snookerspieler
- Rea, Jonathan (* 1987), britischer Motorradrennfahrer
- Rea, Lena, irische Badmintonspielerin
- Rea, Marvel (1901–1937), US-amerikanische Filmschauspielerin
- Rea, Nicolas, 3. Baron Rea (1928–2020), britischer Politiker und Peer
- Rea, Peggy (1921–2011), US-amerikanische Schauspielerin
- Rea, Peter (1938–2014), irischer Designer
- Rea, Roy (1934–2005), nordirischer Fußballtorhüter
- Rea, Samuel (1855–1929), US-amerikanischer Ingenieur und Unternehmer
- Rea, Stephen (* 1946), irischer SchauspielerStephen Rea (* 1946)

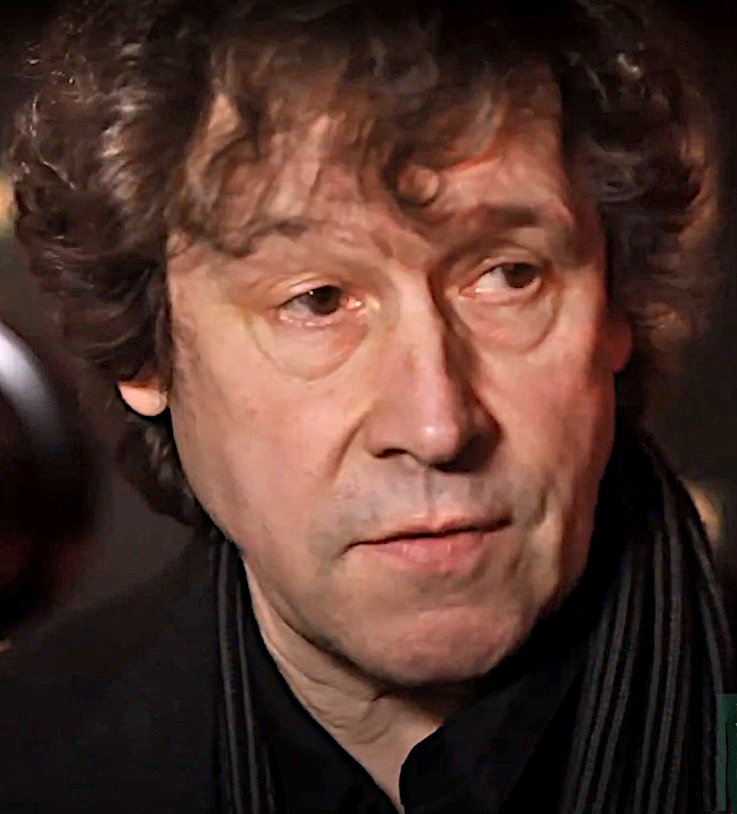
Stephen Rea (* 1946)

- Rea, William (* 1952), österreichisch-US-amerikanischer Weitspringer

### Read
- Read, Abner (1821–1863), US-amerikanischer Marineoffizier
- Read, Alex (* 1991), australischer Fußballspieler
- Read, Almon Heath (1790–1844), US-amerikanischer Politiker
- Read, Antony (1913–2000), britischer General
- Read, Cari (* 1970), kanadische Synchronschwimmerin
- Read, Carveth (1848–1931), englischer Philosoph, Logiker und Psychologe
- Read, Charles Hercules (1857–1929), britischer Archäologe und Kurator
- Read, David (1921–2015), britischer Schriftsteller
- Read, David Breakenridge (1823–1904), kanadischer Rechtsanwalt, Autor und Politiker
- Read, Dolly (* 1944), britische Schauspielerin und Playmate
- Read, Erik (* 1991), kanadischer Skirennläufer
- Read, Ernest (1879–1965), englischer Dirigent und Musikpädagoge
- Read, Gardner (1913–2005), US-amerikanischer Komponist
- Read, George (1733–1798), britisch-US-amerikanischer Jurist und Staatsmann, einer der Gründerväter der USA
- Read, George Windle (1860–1934), Generalmajor der US Army
- Read, George Windle junior (1900–1974), US-amerikanischer Offizier, Generalleutnant der US Army
- Read, Givairo (* 2006), niederländischer Fußballspieler
- Read, Henry English (1824–1868), konföderierter Politiker
- Read, Herbert (1893–1968), britischer Kunsthistoriker
- Read, Herbert H. (1889–1970), britischer Geologe
- Read, Hugo (* 1954), deutscher Saxophonist
- Read, Ian (* 1953), britischer Manager
- Read, Jacob (1752–1816), US-amerikanischer Politiker
- Read, James (* 1953), US-amerikanischer Schauspieler
- Read, Jason (* 1977), US-amerikanischer Ruderer
- Read, Jeffrey (* 1997), kanadischer Skirennläufer
- Read, John (1884–1963), britischer Chemiehistoriker
- Read, John (* 1969), englischer Snookerspieler
- Read, John Erskine (1888–1973), kanadischer Jurist und Richter am Internationalen Gerichtshof
- Read, Ken (* 1955), kanadischer Skirennläufer
- Read, Kieran (* 1985), neuseeländischer Rugby-Union-Spieler
- Read, Lloyd (* 1990), britischer Automobilrennfahrer
- Read, Margaret (1889–1991), britische Sozialanthropologin und Beraterin für die Bildungspolitik in den britischen Kolonien
- Read, Mark Brandon (1954–2013), australischer Krimineller und Autor
- Read, Mary († 1721), englische Piratin und FreibeuterinMary Read († 1721)

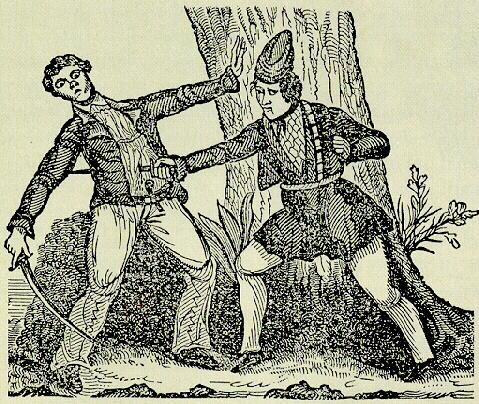
Mary Read († 1721)

- Read, Matt (* 1986), kanadischer Eishockeyspieler
- Read, Maurice (1859–1929), englischer Cricketspieler
- Read, Nathan (1759–1849), US-amerikanischer Politiker
- Read, Nicholas (* 1958), britischer Physiker
- Read, Norman (1891–1992), US-amerikanischer Bergsteiger
- Read, Norman (1931–1994), neuseeländischer Leichtathlet und Olympiasieger
- Read, Phil (1939–2022), englischer Motorradrennfahrer
- Read, Piers Paul (* 1941), britischer Schriftsteller
- Read, Ronald C. (1924–2019), britisch-kanadischer Mathematiker
- Read, Stefan (* 1987), kanadischer Skispringer
- Read, Thomas (1881–1962), US-amerikanischer Politiker
- Read, Thomas Buchanan (1822–1872), US-amerikanischer Porträtmaler, Historienmaler, Bildhauer und Dichter
- Read, Thomas Gabriel († 1894), australischer Goldsucher, Bergmann und Farmer
- Read, Tobias (* 1975), US-amerikanischer Politiker (Demokratische Partei)
- Read, Walter (1855–1907), englischer Cricketspieler
- Read, William B. (1817–1880), US-amerikanischer Politiker
- Readdy, William F. (* 1952), US-amerikanischer Astronaut
- Reade, Charles (1814–1884), englischer Schriftsteller
- Reade, Edwin Godwin (1812–1894), US-amerikanischer Jurist und Politiker
- Reade, Nicholas (* 1946), britischer anglikanischer Bischof
- Reade, Shanaze (* 1988), britische Radsportlerin
- Reade, William Winwood (1838–1875), britischer Afrikareisender und Schriftsteller
- Reader, D. J. (* 1994), US-amerikanischer American-Football-Spieler
- Reader, Eddi (* 1959), schottische SängerinEddi Reader (* 1959)

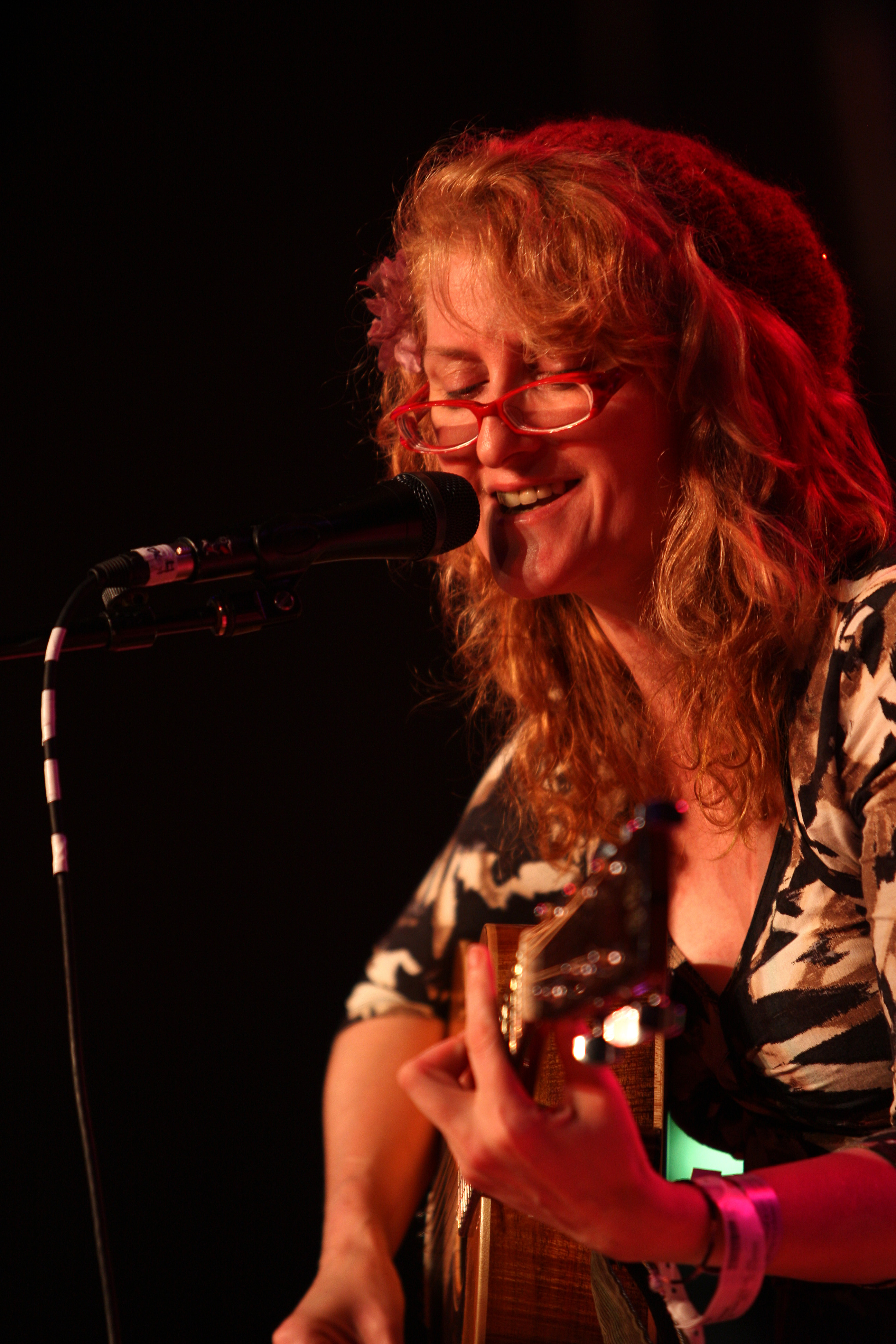
Eddi Reader (* 1959)

- Reader, Jack (1925–2008), US-amerikanischer Schiedsrichter im American Football
- Reader, Martin (* 1984), kanadischer Beachvolleyballspieler
- Readhead, Zoë (* 1946), britische Pädagogin
- Reading, John († 1692), englischer Organist und Komponist
- Reading, John Roberts (1826–1886), US-amerikanischer Politiker
- Reading, Peter (1946–2011), englischer Dichter
- Reading, Tony (* 1940), britischer Szenenbildner und Artdirector
- Readings, Tony (* 1975), englischer Fußballspieler und -trainer
- Readman, David (* 1970), britischer Sänger
- Ready Set, The (* 1989), US-amerikanischer Popmusiker
- Ready, Charles (1802–1878), US-amerikanischer Politiker
- Ready, Elizabeth M. (* 1953), US-amerikanische Politikerin, State Auditorin von Vermont
- Ready, Felix (1872–1940), britischer General
- Ready, Michael Joseph (1893–1957), US-amerikanischer Geistlicher, römisch-katholischer Bischof von Columbus
- Ready, Paul (* 1977), britischer Schauspieler
- Ready, Ryan (* 1978), kanadischer Eishockeyspieler

### Reae
- Reael, Laurens (1583–1637), niederländischer Admiral

### Reag
- Reagan, Faye (* 1988), US-amerikanische PornodarstellerinFaye Reagan (* 1988)

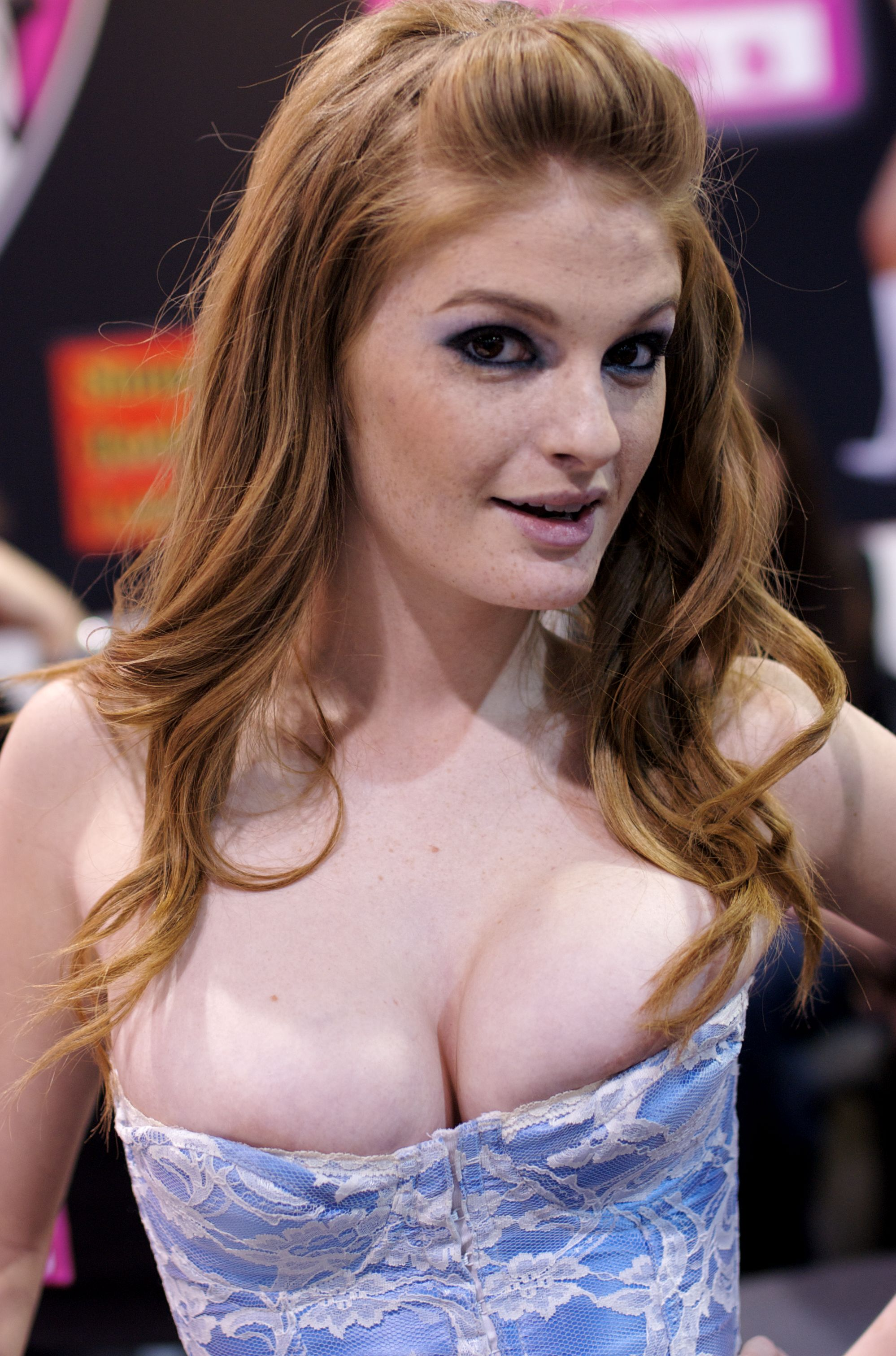
Faye Reagan (* 1988)

- Reagan, Jimmy (1891–1975), US-amerikanischer Boxer im Bantamgewicht
- Reagan, John Henninger (1818–1905), US-amerikanischer Politiker und konföderiertes Kabinettsmitglied
- Reagan, Michele (* 1969), US-amerikanische Politikerin (Republikanische Partei)
- Reagan, Nancy (1921–2016), US-amerikanische Schauspielerin, Frau von Ronald Reagan, dem 40. Präsidenten der Vereinigten Staaten
- Reagan, Ronald (1911–2004), US-amerikanischer Schauspieler und Politiker, 33. Gouverneur von Kalifornien, 40. Präsident der USARonald Reagan (1911–2004)

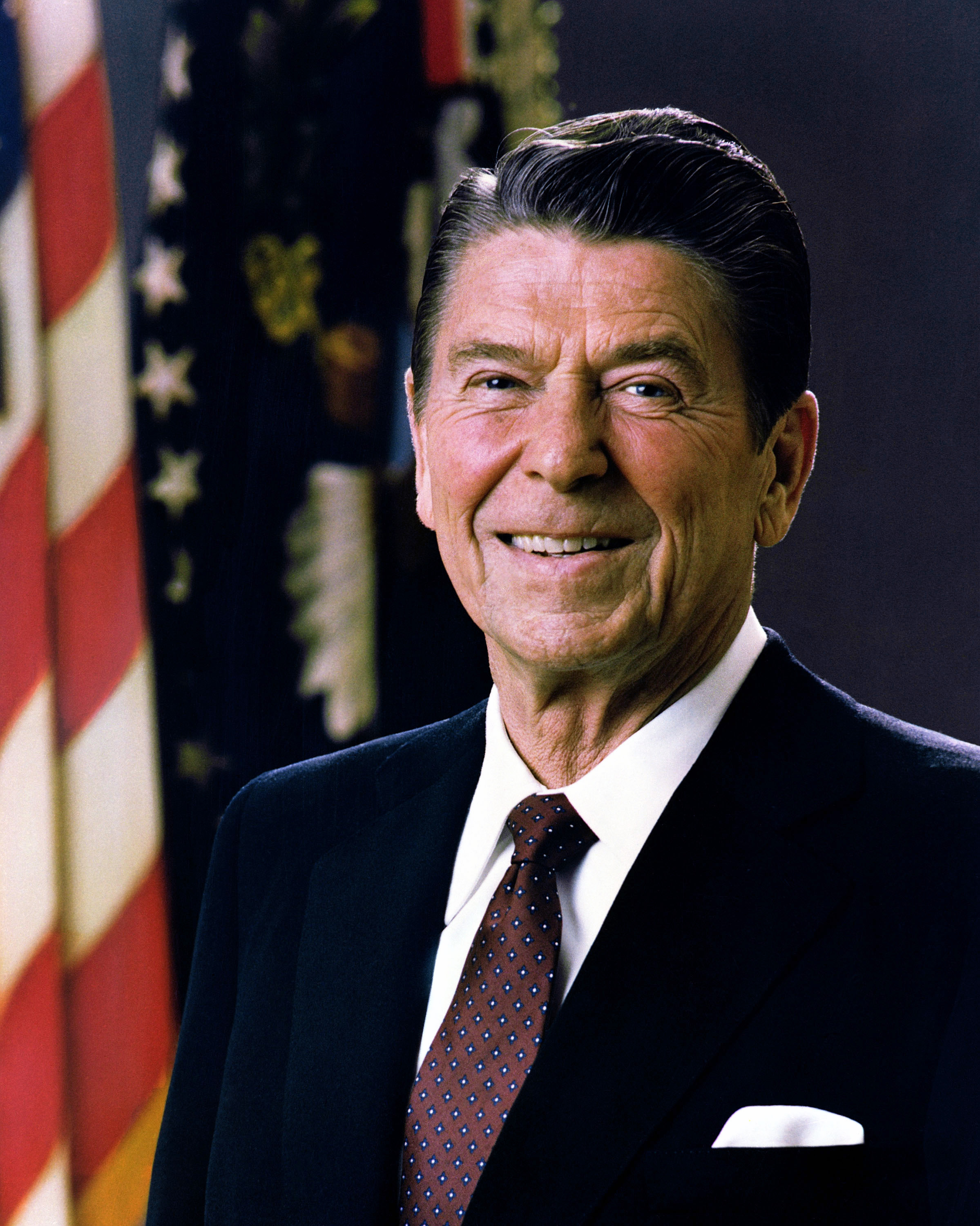
Ronald Reagan (1911–2004)

- Reagan, Ronald Prescott (* 1958), US-amerikanischer Journalist
- Reagon, Bernice Johnson (1942–2024), US-amerikanische Songwriterin und Sozialaktivistin
- Reagor, Jalen (* 1999), US-amerikanischer American-Football-Spieler

### Reai
- Reain, Greg (* 1977), kanadischer Cyclocross-Radrennfahrer
- Reais, William (* 1999), Schweizer Sprinter

### Real
- Real Don Steele, The (1936–1997), US-amerikanischer Radio-DJ
- Réal, Cécile (* 1973), französische biomedizinische Ingenieurin und Unternehmerin
- Real, Diego del (* 1994), mexikanischer Leichtathlet
- Real, Franz Anton (1816–1878), Schweizer Jurist und Politiker
- Réal, Grisélidis (1929–2005), Schweizer Prostituierte, Künstlerin und Buchautorin
- Real, Hermann Josef (* 1938), deutscher Anglist und Hochschullehrer
- Real, Jack (1915–2005), US-amerikanischer Flugpionier und Entwickler des Hubschraubers Apache
- Real, José Luis (* 1952), mexikanischer Fußballtrainer
- Real, Julian (* 1989), deutscher Wasserballspieler
- Real, Mariela Luisa (* 1993), mexikanische Mittelstreckenläuferin
- Real, Markus (* 1949), Schweizer Ingenieur
- Real, Matthew (* 1999), US-amerikanischer Fußballspieler
- Real, Néstor (1934–2000), argentinischer Tangosänger
- Real, Theodor (1881–1971), Schweizer Flugpionier und Generalstabsoffizier
- Real, Willy (1911–2004), deutscher Historiker
- Reale Chirina, Paulino (1924–2012), italienisch-argentinischer Geistlicher, römisch-katholischer Bischof
- Reale, Egidio (1888–1958), italienischer Diplomat
- Reale, Francesca (* 1994), US-amerikanische Schauspielerin
- Reale, Giovanni (1931–2014), italienischer Philosophiehistoriker und Hochschullehrer
- Reale, Oronzo (1902–1988), italienischer Politiker, Mitglied der Camera dei deputati und Richter
- Realfsen, Hans Sigvart (* 1940), norwegischer Radrennfahrer
- Reali, Carlo (* 1930), italienischer Schauspieler, Filmeditor und Synchronsprecher
- Reali, Cristiana (* 1965), italo-brasilianische SchauspielerinCristiana Reali (* 1965)

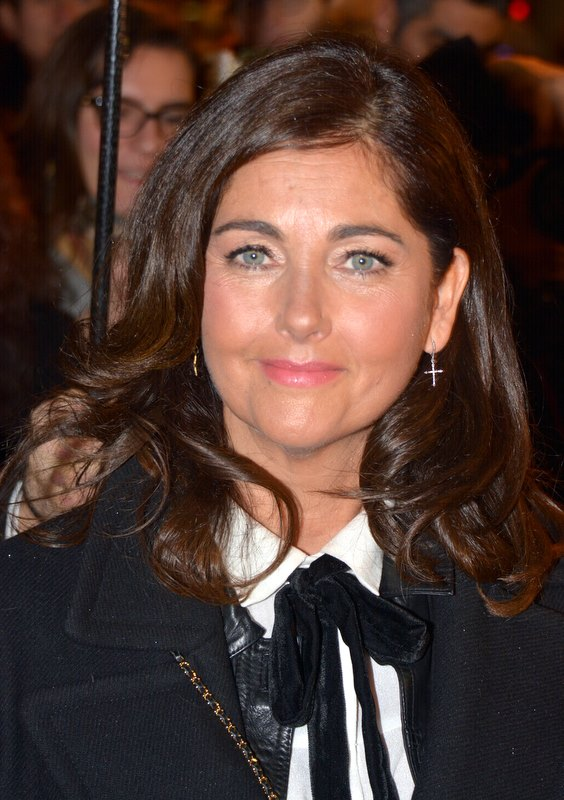
Cristiana Reali (* 1965)

- Reali, Gino (* 1948), italienischer Geistlicher, römisch-katholischer Bischof von Porto-Santa Rufina
- Reali, Giovanni (1774–1846), Schweizer Anwalt, Politiker, Tessiner Grossrat und Staatsrat
- Reali, Giovanni (1852–1923), Schweizer Arzt, Politiker, Tessiner Grossrat und Ständerat
- Reali, Giovanni Battista (1681–1751), italienischer Violinist, Komponist und Kapellmeister
- Reali, Giuseppe (1790–1850), Schweizer Ingenieur, Politiker, Tessiner Grossrat und Staatsrat
- Reali, Stefano (* 1957), italienischer Drehbuchautor und Filmregisseur
- Realini, Gaia (* 2001), italienische RadrennfahrerinGaia Realini (* 2001)

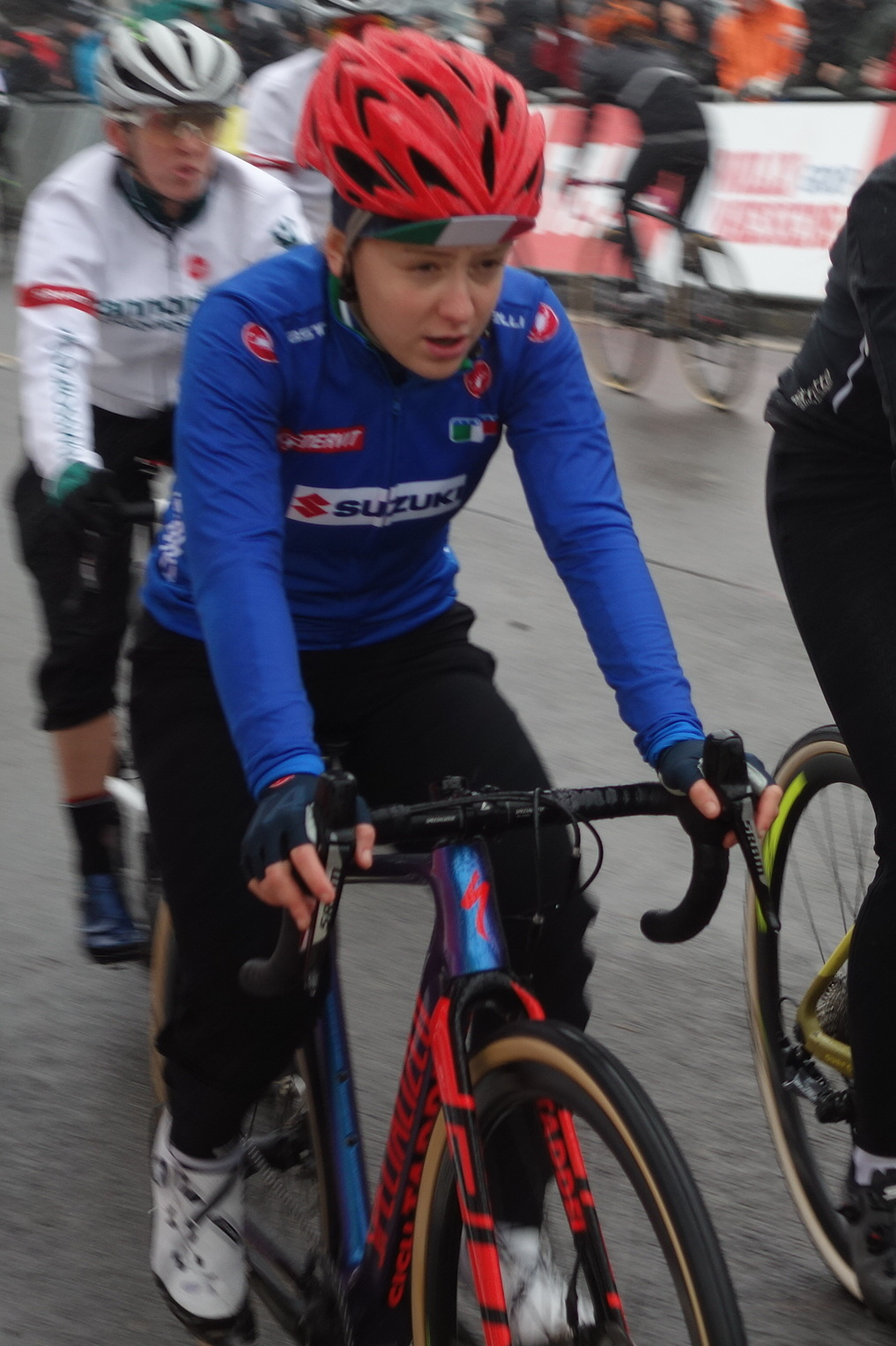
Gaia Realini (* 2001)

- Realini, Gianni (* 1943), Schweizer Maler, Zeichner und Kunstpädagoge
- Realino, Bernardino (1530–1616), italienischer Jesuit und Heiliger
- Realpe, Édison (1996–2019), ecuadorianischer Fußballspieler

### Ream
- Ream, Denise (* 1965), US-amerikanische Filmproduzentin und Spezialeffektkünstlerin
- Ream, Tim (* 1987), US-amerikanischer Fußballspieler
- Ream, Vinnie (1847–1914), US-amerikanische Bildhauerin
- Reames, Alfred E. (1870–1943), US-amerikanischer Politiker (Demokratische Partei)
- Reami, Adriana (* 1997), US-amerikanische Tennisspielerin
- Reams, Frazier (1897–1971), US-amerikanischer Politiker
- Reams, Robert Borden (1904–1994), US-amerikanischer Diplomat
- Reamy, Tom (1935–1977), US-amerikanischer Schriftsteller

### Rean
- Reaney, Paul (* 1944), englischer Fußballspieler

### Rear
- Réard, Alexandre, französischer Pokerspieler
- Réard, Louis (1897–1984), französischer Maschinenbauingenieur und Erfinder des Bikini
- Reardon, Carol, US-amerikanische Militärhistorikerin
- Reardon, Casper (1907–1941), US-amerikanischer Harfenist
- Reardon, George (1930–1998), US-amerikanischer Mediziner
- Reardon, Jim, US-amerikanischer Filmregisseur, Animator und Drehbuchautor
- Reardon, John (* 1975), kanadischer College-Footballspieler und SchauspielerJohn Reardon (* 1975)

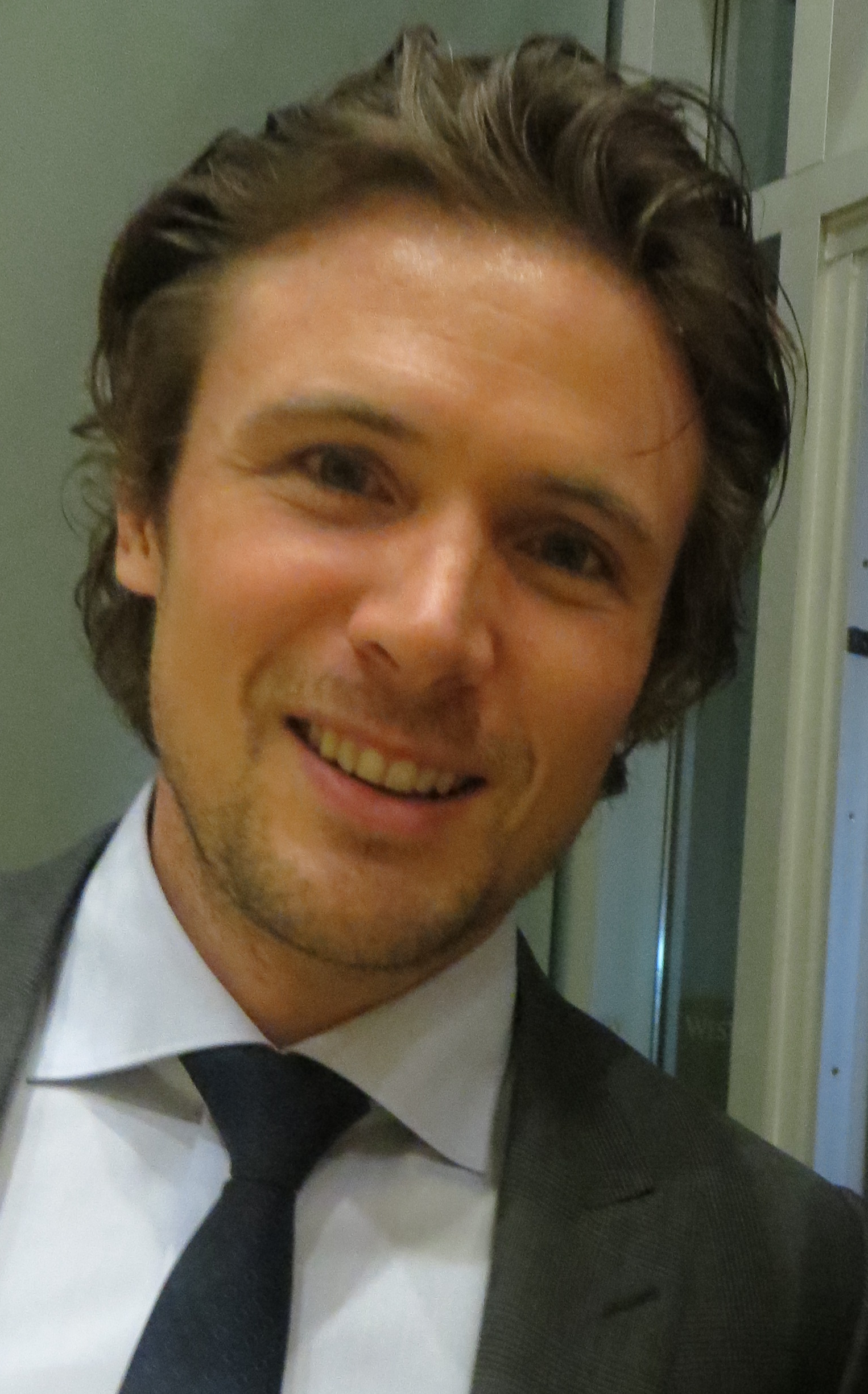
John Reardon (* 1975)

- Reardon, Julie (* 1958), australische Judoka
- Reardon, Ken (1921–2008), kanadischer Eishockeyspieler und -funktionär
- Reardon, Mark J. (* 1957), US-amerikanischer Historiker
- Reardon, Paul (* 1930), US-amerikanischer Physiker
- Reardon, Ray (1932–2024), walisischer Snookerspieler
- Reardon, Samuel (* 2003), britischer Sprinter
- Reardon, Terry (1919–1993), kanadischer Eishockeyspieler und -trainer
- Reardon, Thomas (* 1969), US-amerikanischer Computational Neuroscientologe und Unternehmensgründer

### Reas
- Reasco González, Mell (* 2002), ecuadorianische Tennisspielerin
- Reasco, Djorkaeff (* 1999), ecuadorianischer Fußballspieler
- Reasco, Neicer (* 1977), ecuadorianischer Fußballspieler
- Reaser, Elizabeth (* 1975), US-amerikanische SchauspielerinElizabeth Reaser (* 1975)

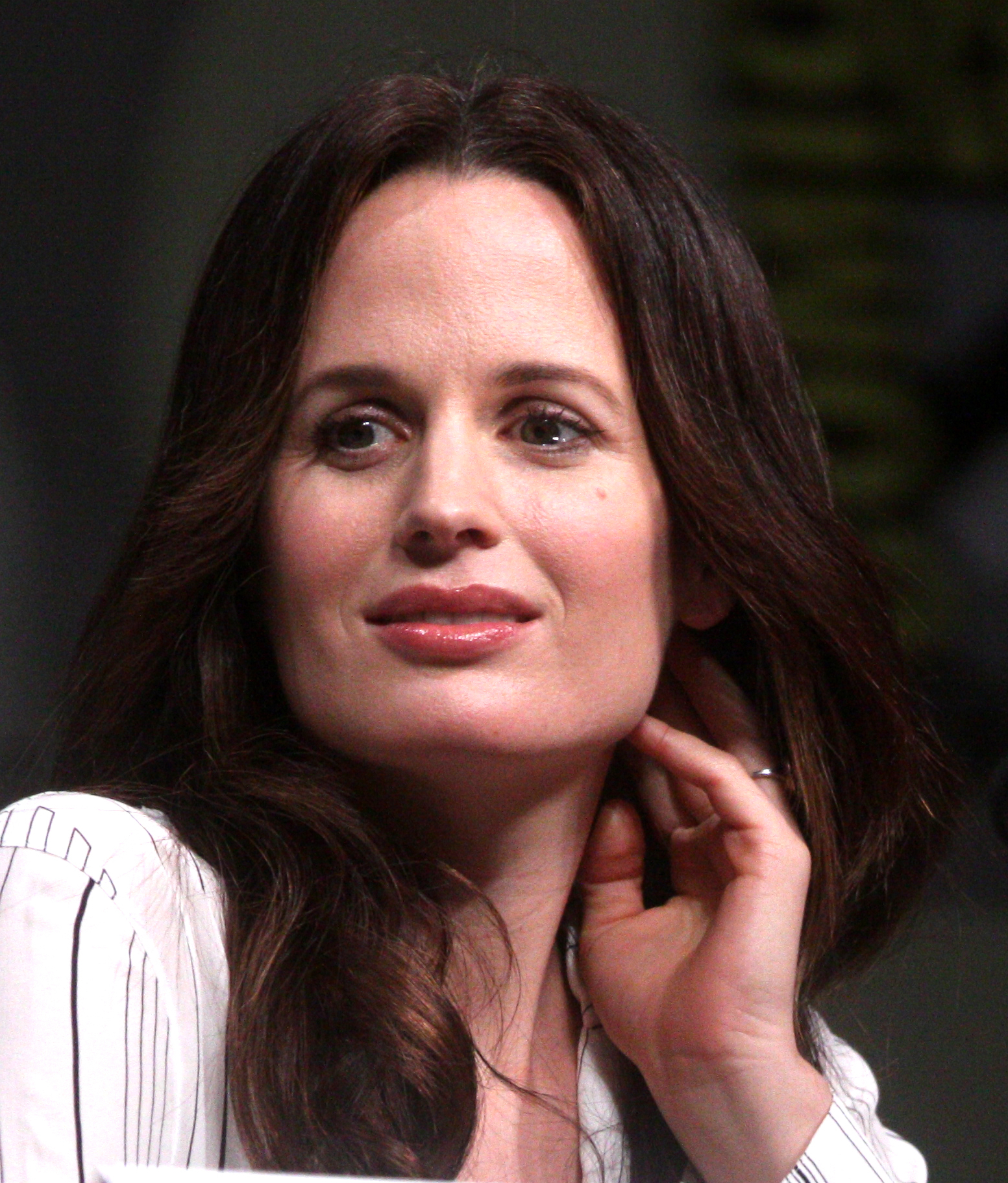
Elizabeth Reaser (* 1975)

- Reaside, William, schottischer Fußballtrainer
- Reason, Marc (* 1975), deutscher DJ und Musikproduzent
- Reason, Rex (1928–2015), US-amerikanischer Schauspieler
- Reasoner, Harry (1923–1991), US-amerikanischer Journalist und TV-Kommentator
- Reasoner, Marty (* 1977), US-amerikanischer Eishockeyspieler und -trainer
- Reasonover, Diona (* 1992), US-amerikanische Schauspielerin und Drehbuchautorin

### Reat
- Reatard, Jay (1980–2010), US-amerikanischer Musiker
- Reategui, Petra (* 1948), deutsche Schriftstellerin
- Reath, Yual (* 2000), australischer Hochspringer
- Reatz, August (1889–1967), deutscher Theologe, Philosoph, Kleriker und Hochschullehrer
- Reatz, Franz (1801–1882), Landtagsabgeordneter Großherzogtum Hessen

### Reau
- Réau, Delphine (* 1973), französische Sportschützin
- Réau, Louis (1881–1961), französischer Kunsthistoriker
- Réaumur, René-Antoine Ferchault de (1683–1757), französischer Wissenschaftler und Entomologe
- Réaux, Gédéon Tallemant des (1619–1692), französischer Schriftsteller
- Reaux, Raymond (1940–2021), französischer Radrennfahrer
- Reaux, Roumel, US-amerikanischer Theaterschauspieler, Musicaldarsteller, Choreograf, Balletttänzer und Tanzlehrer

### Reav
- Reaves, Austin (* 1998), US-amerikanisch-deutscher BasketballspielerAustin Reaves (* 1998)

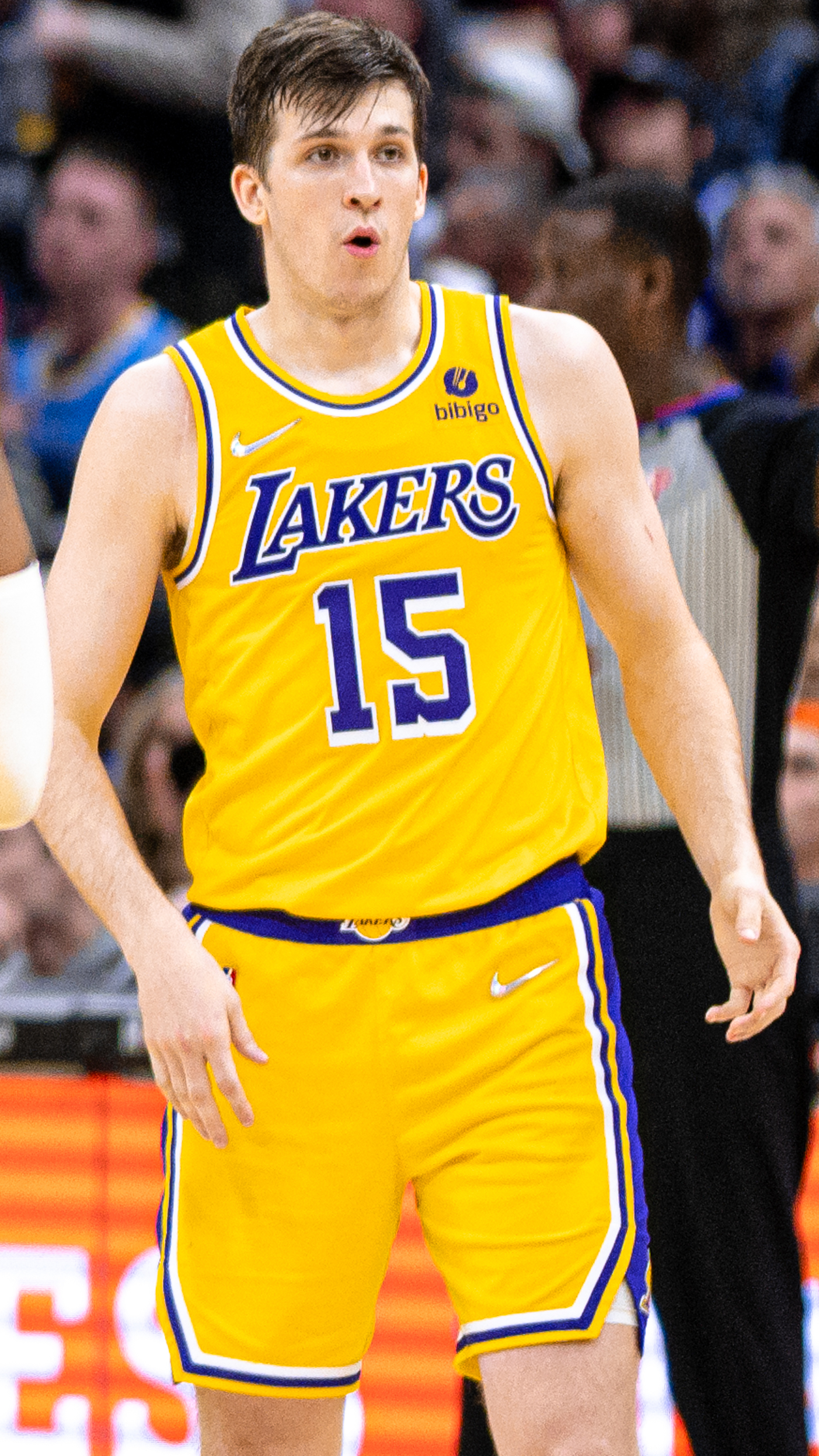
Austin Reaves (* 1998)

- Reaves, Bjonee (* 1990), amerikanische Basketballspielerin
- Reaves, Michael (1950–2023), US-amerikanischer Drehbuchautor
- Reaves, Ryan (* 1987), kanadischer Eishockeyspieler
- Reaves, Shawn (* 1978), US-amerikanischer Schauspieler
- Reaves, Spencer (* 1995), US-amerikanischer Basketballspieler
- Reavis, C. Frank (1870–1932), US-amerikanischer Politiker
- Reavis, Phil (* 1936), US-amerikanischer Hochspringer

### Reay
- Reay, Simon, britischer Kameramann
- Reayer, Alisha (* 1999), britische Tennisspielerin